# Nyimasata Sanneh-Bojang
Nyimasata Sanneh-Bojang (1942–2015) là chính trị gia người Gambia. Bà là người phụ nữ đầu tiên được bầu vào Quốc hội Gambia, khi bà giành được ghế Bắc Kombo cho Đảng Tiến bộ Nhân dân. Mặc dù bà đã giữ ghế vào năm 1987, bà đã bị đảng không chọn và không tham gia cuộc bầu cử năm 1992.
Sanneh-Bojang sinh năm 1942 và bắt đầu sự nghiệp là một y tá và sau đó là một giáo viên. Bà là một thành viên của Đảng Tiến bộ Nhân dân và sau đó là Liên minh Tái định hướng và Xây dựng Yêu nước. Từ năm 2006 đến khi qua đời vào năm 2015, bà đã giữ chức Giám đốc GAMCOTRAP và làm việc cho việc trao quyền cho phụ nữ.

## Thơ ấu
Sanneh-Bojang được sinh ra với bố mẹ là Kombos Brufut và Sukuta Sabiji vào năm 1942. Bà bắt đầu sự nghiệp của mình như một y tá và sau đó là một giáo viên không đủ tiêu chuẩn. bà đủ điều kiện sau đó ở những nơi khác nhau trong Kombos và North Bank Region. Bà đã tăng lên cấp bậc lên thành giáo viên chủ nhiệm trong trường. Cô tích cực tham gia vào một nhóm có tên là Fulang kafo và tiếp tục trở thành Cán bộ Quan hệ Công chúng của Văn phòng Phụ nữ trong những năm 1980.

## Sự nghiệp chính trị
Sanneh-Bojang đã giành chiến thắng trong cuộc bầu cử quốc hội năm 1982 khi cô là ứng cử viên của Đảng Tiến bộ Nhân dân (PPP). Bà được bổ nhiệm làm Bộ trưởng Giáo dục của Quốc hội trong chế độ của Jawara. Bà đã trở thành một thành viên của Nghị viện bởi Jammeh dưới sự ứng cử của đảng Liên minh tái định hướng và xây dựng yêu nước. Sau đó, bà được đề cử vào Quốc hội bởi Yahya Jammeh. Bà trở thành thành viên nữ được bầu đầu tiên của Quốc hội Gambia. Bà đã được bầu chọn để thay thế Duta Kamaso tại quốc hội ECOWAS vào ngày 8 tháng 6 năm 2006. Bà phục vụ trong Hội đồng quản trị của GAMCOTRAP từ năm 2006 cho đến khi bà từ chức năm 2015. Trong vai trò này, bà đã thực hiện một loạt các sáng kiến trao quyền cho phụ nữ ở Gambia.